# Gipsfetisjisme
Een gipsfetisjisme (Engels: cast fetish, afkomstig van cast, 'gipsverband') is een van de talrijke seksuele fetisjismes. Deze mensen, casters genaamd, vinden het opwindend om gipsverband te dragen, bij anderen gipsverband te mogen aanleggen en/of derden met een ingegipst lichaamsdeel te aanschouwen.
In het Nederlands wordt gips zowel gebruikt om het materiaal waarmee de ‘gipsconstructie’ om benen of armen vervaardigd is aan te duiden, alsook om de eigenlijke constructie te duiden. Vandaag wordt vaak meer en meer gebruikgemaakt van kunststofgips in plaats van het traditionele gips. Het feit dat kunststofgips veel sneller droogt dan een echte authentieke gips is daar de belangrijkste reden voor. Kunststofgips kan al na een half uur volledig uitgehard zijn, terwijl dit bij echt gips tot achtenveertig uur in beslag kan nemen. Toch wordt een kunststofgips ook vaak simpelweg met de term gips omschreven.
Gipsfetisjisme is geen geografisch of cultureel begrensd fenomeen. Gipsfetisjisten kun je over de hele wereld aantreffen. Meestal valt in omschrijvingen van gipsfetisjisten op dat vooral de immobiliteit die een gipsverband met zich mee brengt als opwindend wordt ervaren. Ook het contrast van het zachte, roze vlees van de huid met het harde, witte gipsverband worden door veel gipsfetisjisten als opwindend en erotisch bevonden.
Oudere gipsfetisjisten vinden het doorgaans leuker om met het echte authentieke gips te werken, terwijl bij jongere casters het kunststofgips (dat – in tegenstelling tot authentiek gips – in diverse kleuren beschikbaar is).
Gipsfetisjisme is echter geen jong fenomeen. Dit seksueel fetisjisme bestaat al vrij lang. Maar het was de opkomst van internet in de jaren 90 die de aanhang gipsfetisjisten ferm heeft doen uitbreiden. De reden daarvoor is heel simpel: het internet maakte het voor gipsfetisjisten mogelijk om hun fetisjisme wereldwijd te verspreiden onder anonieme naam, waardoor lotgenoten ‘ontdekten’ dat ze niet de enige waren die gips opwindend vonden. Op die manier werd op internet een ware cast community gecreëerd, die gepaard ging met een wildgroei aan sites in verband met gipsfetisjisme.
Als we dieper graven in de geschiedenis van het gipsfetisjisme, stellen we vast dat Hans Baldung in 1514 in “Nackte Kugelläuferin” al schreef over gipsfetisjisme avant la lettre: “Een naakte vrouw beweegt zich met behulp van twee krukken, aangezien normaal lopen omwille van de onder haar voetzolen gebonden Kugeln niet meer mogelijk is.” Het symbool van onbehulpzaamheid werd toen reeds bewust in erotische zinnen neergeschreven. (Edward Lucie-Smith: Erotik in der Kunst, Lichtenberg Verlag, München, 1997; Origineel: Sexuality in Western Art, Thames and Hudson Ltd., Londen)

## Oorsprong
Er bestaat tot op vandaag nog steeds niet voldoende klaarheid over de oorsprong die een gipsfetisjisme bij een gipsfetisjist vindt. Er wordt nog steeds van uitgegaan dat een dierbare die vroeger ooit eens een (medische) gips had omwille van een breuk de aanleiding is. Gevoelens van passie/liefde/vriendschap ten opzichte van die persoon gemengd met de charme die men toen (blijkbaar onbewust) ervoer voor die gips zouden het latere gipsfetisjisme dat een persoon opliep kunnen aangewakkerd hebben. Helaas bestaat daar nog helemaal geen duidelijkheid over.

## Soorten gipsfetisjisten

### Admirers
Sommige casters vinden het opwindend om andere mensen met een gipsverband te bewonderen. Daarbij is het voor de meeste gipsfetisjisten dan ook onbelangrijk of de gips dan wel omwille van medische redenen werd aangelegd, dan wel omwille van het plezier (als een zogenaamde “rec cast” (recreational cast)) gedragen wordt.

### Castees
Een tweede groep gipsfetisjisten heeft niks aan het zien van andere mensen in gipsverband, maar geniet er veel meer van om zelf een gips te mogen dragen. Meestal zijn castees mensen die een voor het plezier (dus zonder enige medische reden aangelegde) recreational cast wensen. Een minderheid van de Castees vindt het ook opwindend om een medische gips te dragen, waarbij men dus (al dan niet opzettelijk) een gebroken lichaamsdeel heeft. De extreemste groep binnen castees zullen opzettelijk proberen om iets te breken, zodat ze snel in een gipsverband terecht kunnen komen. Deze extremisten worden in het jargon snappers genoemd en zijn beperkt tot de minderheid van de gipsfetisjisten. Doorgaans vindt een gipsfetisjist het helemaal niet fijn om pijn te ervaren als hij in het gips zit.

### Casters
Casters zijn mensen die vooral kicken op het mogen aanleggen van gipsverband bij een castee, die er dan – op zijn beurt – op kickt om ingegipst te worden (zie beschrijving hierboven).

## Verschil tussen med en rec

### Rec-cast
De zogenaamde rec-casts, die in het Nederlands vrij vertaald kunnen worden als plezier- of vrijetijdsgipsen, worden meestal hoogstens tot een paar uur of een weekend gedragen. Zelden komt het eens voor dat casters een recreationeel gipsverband meerdere weken (tot zelfs maanden) dragen. In dit geval dient de ingegipste dan wel een zogenaamd alibiverhaal voor vrienden, familie en kennissen te verzinnen, zodat hij die mensen niet zou moeten zeggen dat hij eigenlijk helemaal niks gebroken heeft en deze gips enkel draagt omdat hij het leuk of opwindend vindt (wat eigenlijk de waarheid is). Het bestaan van dergelijke alibiverhalen duidt op het taboekarakter van dit fetisjisme. Het is een seksueel fetisjisme waar heel weinig mensen weet van kennen en nog heel wat mensen argwanend en geschokt op reageren als ze dit horen.
Bij een sluitend alibiverhaal hoort dan wel een waterdicht verhaal en een correct aangelegde gips. Daarvoor informeren rec-casters bijzonder goed hoelang een volgens hen opgelopen complicatie in het gips gestoken wordt. Ook het aanleggen van het gips dient professioneel te verlopen, zodat het gipsverband er “echt” uitziet. Daartoe kan de rec-caster diverse filmpjes op videosites als YouTube raadplegen, waar het aanleggen van een gipsverband stap voor stap uit de doeken gedaan wordt. Het is dan ook meestal onmogelijk om een recreatief aangelegde gips van een ‘échte’ medische gips te onderscheiden.

### Med-cast
Wanneer iemand met een gips in het openbaar wordt gezien, gaat het meestal om een medische gips omdat het aantal mensen die hun rec-cast in het openbaar showen (publicking) als onderdeel op het totaal aantal gipsers (inclusief de grote groep mensen die ‘noodgedwongen’ een medische gips heeft omwille van een echte botbreuk)  natuurlijk bijzonder klein is.
Vaak is het dan ook zo dat een medisch ingegipst persoon zich hoogst ongelukkig en/of ongemakkelijk voelt met zijn gips. De meeste mensen vinden het dan ook een last en ongemak om een aantal weken met een gipsverband rond te lopen. Toch zijn heel wat gipsfetisjisten gecharmeerd geraakt door dit fetisjisme doordat ze precies ooit in een medische gips terechtkwamen omwille van beenbreuk. Men zou kunnen stellen dat een medische gips twee gevoelens kan opwekken bij de ingegipste: ofwel vindt men het hoogst onaangenaam en sleept men de gips als het ware met zich mee als een last, waarbij men verlangt naar het moment dat men er van verlost is; ofwel vindt men het nog leuk in de medische gips, begint men het zelf licht opwindend en aangenaam te vinden en maakt men – nadat de gips in het ziekenhuis werd verwijderd – in het hoofd de klik dat gips wel opwindend werkt. Deze groep mensen worden later nogal vaak gipsfetisjist. Dit betekent echter niet dat een medische gips dragen een noodzakelijk voorwaarde is om ooit gipsfetisjist te worden. Ook mensen die nog nooit een gipsverband hadden, kunnen gevleid worden door het opwindend karakter dat gips voor hen kan hebben.

## Samenhang met sadisme

### Esthetische casters
De grootste groep gipsfetisjisten vinden vooral het totaalplaatje aantrekkelijk. Dit worden esthetische casters genoemd. Daarbij is het voor deze groep onbelangrijk of men een rec-, dan wel een med-cast draagt. Vooral het totaalbeeld vinden ze aantrekkelijk. Deze groep vindt een gips aantrekkelijk omwille van alles wat er bij komt kijken, inclusief de ongemakkelijkheden die het teweegbrengt.

### Pijncasters
Er zijn (een minderheid) casters die een gips enkel opwindend vinden indien er daadwerkelijk een wonde of botbreuk mee gepaard gaat. Deze casters staan erop pijn te voelen wanneer men in het gips steekt en zien de gips als symbool voor de pijn. Dit kan dus duidelijk als een variant van sadisme gezien worden, waarbij de beleving van pijn als een lustelement wordt ervaren. 

### Casters omwille van zelfverminking (met opzet)
Een zeer kleine minderheid van casters vindt het opwindend om een poging te ondernemen om zo snel mogelijk aan een medisch gipsverband te geraken, waarbij dus sprake is van botbreuk. Zelfs binnen de cast community is deze groep gipsers vaak niet erg geliefd. Hier wordt dus opzettelijk gepoogd het eigen lichaam te verminken.

## Gebruikelijke afkortingen
- SLC Short Leg Cast (onderbeengips)
- SLWC Short Leg Walking Cast (onderbeengips met een voetplaatje)
- LLC Long Leg Cast (bovenbeengips)
- LLWC Long Leg Walking Cast (bovenbeengips met een voetplaatje)
- CLC Cilinder Leg Cast (cilindervormige gips rond het been)
- LAC Long Arm Cast (bovenarmgips)
- LATS Long Arm Thumb Spica (bovenarmgips met inbegrip van de duim)
- LAFS Long Arm Finger Spica (bovenarmgips met inbegrip van één of meer vingers)
- LAFTS Long Arm Finger Thumb Spica (bovenarmgips met inbegrip van één of meer vingers en duim)
- SAC Short Arm Cast (onderarmgips)
- SATS Short Arm Thumb Spica (onderarmgips met inbegrip van de duim)
- SAFS Shortg Arm Finger Spica (onderarmgips met inbegrip van één of meer vingers)
- SAFTS Short Arm Finger Thumb Spica (onderarmgips met inbegrip van één of meer vingers en duim)
- SS Shoulder Spica (schoudergips)
- DHS Double Hip Spica (dubbele heupgips (gips rond de heupen, vaak met beide benen in het gips))
- SHS Single Hip Spica (enkelvoudige heupgips (gips rond de heupen, vaak met één been (al dan niet volledig) in het gips))
- 1,5HS One and a half Hip Spica (gips rond de heupen, vaak met één been volledig en met het andere been tot net boven de knie in het gips)
- FBC Full Body Cast (een gips die het volledige lichaam bedekt)
- TP Toeplate (wordt gebruikt bij een onder- of bovenbeengips (al dan niet met voetplaatje), waarbij ook het stukje onder de tenen wordt meegegipst, terwijl het stukje boven de tenen wordt bloot gelaten)

## Cast community op internet
Casters komen vooral op diverse fora op internet samen. De grootste fora hebben soms een ledenaantal dat tot in de verre duizendtallen kan reiken.
Een studie in Psychologie Heute (Uitgave 9/1996; Valerie Steele) wees uit dat de groep gipsfetisjisten meer mannen dan vrouwen telt. Bij een telling op het grootste Duitse forum werd vastgesteld dat medio 2006 2765 mannen en slechts 281 vrouwen lid waren. (stand 26 juli 2006) Op datzelfde populaire forum werden in amper 15 maanden tijd 8.000 discussiethema’s die verband houden met gipsfetisjisme aangemaakt, wat goed was voor niet minder dan 80.000 bijdragen. Duitsland is een van de toplanden als het op gipsfetisjisme aankomt. Heel wat sites en fora over dit onderwerp zijn van Duitse makelij.
Naast discussiefora bestaan nog talrijke sites in verband met gipsfetisjisme die commercieel-erotisch uitgespeeld worden. Deze sites bieden tegen maandelijkse of jaarlijkse betaling een volledige database aan foto’s en videomateriaal van modellen die (al dan niet naakt) in gips paraderen.